# Carlos Lacerda
Carlos Frederico Werneck de Lacerda (Vassouras, 30 de abril de 1914 — Río de Janeiro; 22 de mayo de 1977) fue un periodista, escritor y político conservador brasileño.

## Biografía
Simpatizante del socialismo en su juventud, empezó en el periodismo apenas adolescente, en 1929 escribiendo en el Diário de Notícias de Río de Janeiro. Estudió abogacía y estuvo afiliado al Partido Comunista Brasileño (PCB) ya en la década de 1930, destacando en sus actividades de propaganda hasta que rompió con el PCB en 1939 alegando discrepancias ideológicas.
Posteriormente Lacerda empezó su participación política en el consejo municipal de Río de Janeiro, desde donde se hizo partidario de Getúlio Vargas por un tiempo, pero poco después censuró fuertemente el discurso populista de Vargas y pasó a la oposición, integrándose en la Unión Democrática Nacional (UDN) por la cual fue elegido diputado federal (1950-1955). Desde ese puesto continuó sus actividades periodísticas y literarias, mientras se convertía en quizá el más severo opositor del segundo gobierno de Getúlio Vargas, vinculándose abiertamente con la derecha brasilera.
En esta época sufrió un intento de asesinato en 1954, del cual salió herido en un pie, pero donde murió uno de sus guardaespaldas, el oficial de aviación militar Rubens Florentino Vaz. Por este crimen se acusó a simpatizantes del gobierno, y se procesó a Gregório Fortunato —jefe de los guardaespaldas del presidente Vargas— con lo cual la oposición de las fuerzas armadas de Brasil hacia Getúlio Vargas aumentó fuertemente. El aumento en fuerza y tamaño de la oposición terminó precipitando una crisis política que causó el suicidio del propio presidente Vargas en ese año.
Lacerda fue desde 1955 opositor frontal del presidente Juscelino Kubitschek y de sus reformas, y después de que Kubitschek dejara el mando el 1961 continuó en la oposición de derecha contra Jânio Quadros y luego en contra de João Goulart, siendo apodado como "demoledor de presidentes" y "El Cuervo" (en portugués, "O Corvo") por su aspecto severo. Lacerda fue gobernador del Estado de la Guanabara de 1960 a 1965, cargo que conllevaba el puesto de alcalde (en portugués, prefeito) de Río de Janeiro siendo a la vez propietario del periódico Tribuna da Imprensa, fundado en 1949, ganando gran popularidad en la clase media brasileña. Como alcalde Lacerda destacó por una serie de importante obras públicas mejorando los transportes urbanos, e incursionando como periodista de televisión, un medio de comunicación novedoso aún en Brasil.
Lacerda apoyó inicialmente el golpe de marzo de 1964, por temor al predominio de la izquierda brasilera en el gobierno de Goulart, con quien mantuvo fuertes pugnas políticas y colaboró activamente con los primeros programas de obras públicas de la dictadura militar. No obstante, el proyecto de Lacerda contemplaba al golpe militar como una "solución transitoria" antes de unas nuevas elecciones democráticas, y no como un régimen que perpetuase a las fuerzas armadas en el poder político. Ante ello, cuando en 1966 el general Humberto de Alencar Castelo Branco fue proclamado candidato presidencial patrocinado por las Fuerzas Armadas, Lacerda se distanció del régimen militar pasando una vez más a la oposición activa, donde unió fuerzas con sus antiguos rivales Quadros y Goulart.
En represalia, Lacerda perdió todos sus derechos políticos -como elegir y ser candidato- en diciembre de 1968 por un decreto del gobierno militar, al ser incluido dentro de una lista de ciudadanos "desafectos al régimen". Impedido de toda participación política, volvió a la prensa y a negocios editoriales. En 1977, aquejado de una gripe, Lacerda fue internado en un hospital de Río de Janeiro pero murió días después, lo cual motivó que la oposición a la dictadura militar acusara a ésta de causarle la muerte, en circunstancias nunca aclaradas.

## Herederos políticos
El nombre de Carlos Lacerda fue utilizado por su sobrino nieto, Márcio Lacerda, para promocionarse como un bien público, usándola para promocionarse en la política, a medida que crecían las fuerzas de la izquierda después de la dictadura, la prevención de la asociación del nombre su tío abuelo al conservadurismo.